# Kevin Love
Kevin Wesley Love (Santa Monica, 7 settembre 1988) è un cestista statunitense, professionista nella NBA con gli Utah Jazz.

## Biografia
Nato a Santa Monica, California, è il secondo di tre figli di Karen e Stan Love, ex giocatore in NBA, e nipote di Mike Love, uno dei membri e fondatori dei Beach Boys. È cugino di secondo grado dei membri dei Beach Boys Carl Wilson, Dennis Wilson e Brian Wilson. Sua zia è Kathleen McCartney, triatleta che vinse l'Ironman 70.3 nel 1982 e che è membro dell'Hall of Fame statunitense di Triathlon. Trasferitasi la famiglia in Oregon, il padre fece appassionare Kevin al basket mostrandogli diversi video sulla rivalità Lakers-Celtics e altri video istruttivi di pallacanestro di giocatori illustri come David Robinson, Charles Barkley, Michael Jordan e Hakeem Olajuwon. Stan si prese cura anche della preparazione atletica e tattica del figlio sin da quando questi era piccolo.
Provenendo da una delle località balneari più famose degli Stati Uniti, è soprannominato Beach Boy, anche perché suo zio Mike ha fatto parte dello storico complesso dei Beach Boys.
Ha sempre indossato la maglia n. 42 (tranne con i Cleveland Cavaliers, numero ritirato per Nate Thurmond) in onore di Connie Hawkins, come ha dichiarato dopo la scomparsa di quest'ultimo.

## Caratteristiche tecniche
Ala grande che può giocare anche da centro, è uno specialista nel tiro da 3 punti e nel raccogliere rimbalzi. Questo gli permette di mettere a referto molto spesso doppie doppie. È anche un ottimo passatore.

## Carriera

### High school
Frequentò la Lake Oswego High School in Oregon, dove emerse come uno dei migliori giocatori dello stato dell'annata 1988. Il nome della squadra della scuola sono tuttora i "Lakers". Nella stagione da sophomore, ovvero il secondo anno, ebbe medie altissime, 25,3 punti, 15,4 rimbalzi e 3,7 assist a partita, conducendo la squadra della scuola alla finale dello stato, dove vennero sconfitti per 57-53 contro la Jesuit High School.
Quell'estate fu al centro di controversie poiché fu mandato via dalla per la squadra Portland Elite Legends AAU in una manifestazione organizzata dalla Nike. Love infatti aveva deciso di prendere parte alla manifestazione ABCD Camp della concorrente Reebok, nella quale prese parte anche Greg Oden. In questo torneo la sua squadra vinse 46 partite su 46 ed egli venne nominato MVP della manifestazione.
L'anno successivo le sue prestazioni furono ancora ottime e con 28,0 punti, 16,1 rimbalzi e 3,5 assist a partita, quest'anno coronate dalla vittoria del titolo statale in una combattuta finale vinta 59-57 contro South Medford (Love 24 punti e 9 rimbalzi), della star NCAA Kyle Singler.
Nell'ultimo anno di scuola realizzò costantemente doppie-doppie e talvolta anche triple doppie, chiuse con 33,1 punti, 17,0 rimbalzi e 4,0 assist. In una partita contro la Rex Putnam High School ruppe il tabellone facendo una schiacciata eccessivamente violenta in contropiede. Nella finale di questa stagione Love e Singler si incontrarono di nuovo, stavolta però la ebbe vinta Singler, nonostante i 37 punti e 15 rimbalzi dell'uomo-squadra dei Lakers. Alla fine del 2007 ricevette il premio Men's Basketball Gatorade National Player of the Year.
Chiuse la propria carriera nella high school con 2628 punti totali, stabilendo un record nello stato dell'Oregon che non veniva battuto da 50 anni. Durante la sua permanenza la sua scuola ebbe un record di 92 vittorie e 21 sconfitte.

### College

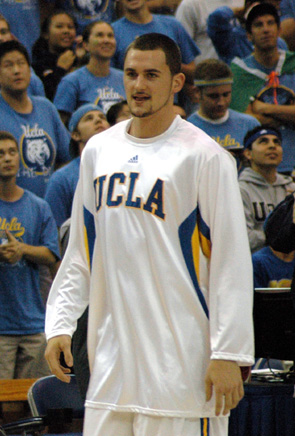
Love durante la sua stagione alla UCLA

Ancora al liceo, nel 2006, si accordò verbalmente con la UCLA per trasferirsi lì al termine degli studi medi-superiori. Ricevette il permesso da parte di Walt Hazzard di indossare il suo numero 42, che era stato ritirato, per giocare a basket nella squadra dell'università, i Bruins. In questa esperienza di solo un anno giocò assieme ad un altro futuro giocatore NBA, Russell Westbrook.
I tifosi dell'Università dell'Oregon accolsero polemicamente questa notizia, poiché pensavano che Love si sarebbe accasato in questa università, alma mater tra l'altro di suo padre. I fans della UO ottennero il numero di telefono di Love prima della sfida della loro squadra contro UCLA, e mandarono lui messaggi osceni e minacce di morte. Durante la partita ci furono cori ingiuriosi nei confronti della famiglia di Kevin. Questo evento, non unicum nel basket NCAA portò a dibattito il fatto che lo sport universitario fosse divenuto troppo estremo. Love chiuse la partita con 26 punti e 18 rimbalzi, trascinando il team di Los Angeles ad una vittoria 80-75.
Nella 2008 Pacific-10 Conference Men's Basketball Tournament i Bruins sconfissero gli USC Trojans di O.J. Mayo, e in seguito vinsero questo medesimo torneo, accedendo al 2008 NCAA Men's Division I Basketball Tournament. L'apporto di Love fu indispensabile anche in questo torneo, dove il team di UCLA venne eliminato solo in semifinale dai Memphis Tigers.
Il 27 marzo 2008 realizza il suo career-high in NCAA, 29 punti contro Western Kentucky, mentre aveva realizzato il career-high di rimbalzi il 26 gennaio, con ben 21.
La stagione in NCAA di Love può essere considerata molto positiva sia dal punto di vista delle statistiche (17,5 punti, 10,6 rimbalzi, 23 doppie-doppie in 39 partite), sia dai risultati dei Bruins, ma anche da quello dei trofei personali: venne nominato Giocatore dell'Anno, membro della prima squadra del All-American, e Pac-10 Freshman (che includeva le 10 migliori matricole).
In una conferenza svoltasi il 17 aprile 2008 Kevin Love dichiarò di non voler proseguire ulteriormente la sua esperienza al college ma di essere eleggibile per il draft NBA 2008.

### NBA

#### Minnesota Timberwolves

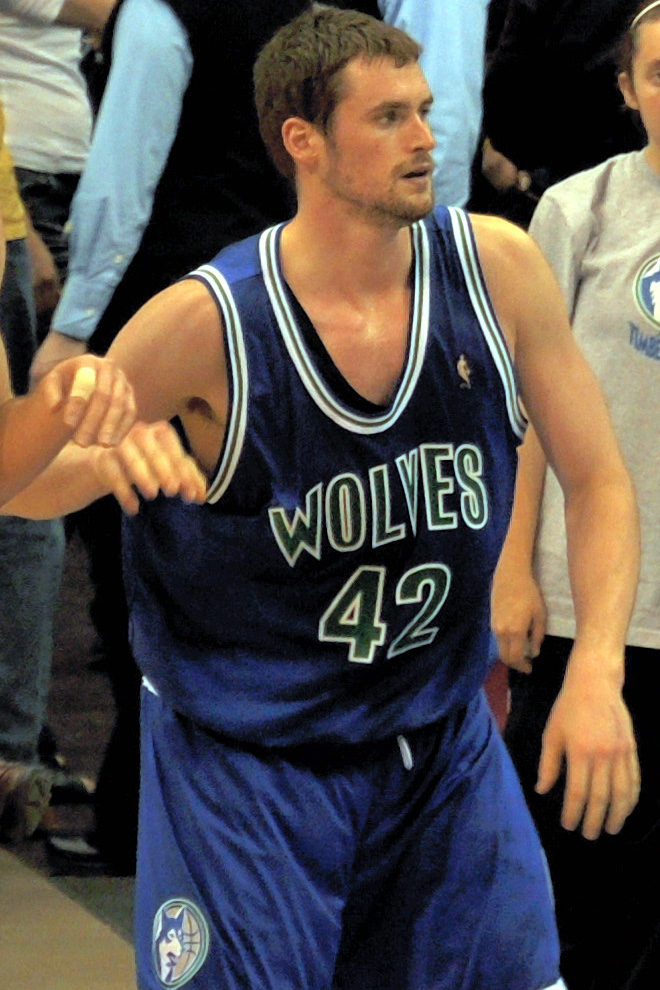
Love al suo secondo anno

Selezionato dai Memphis Grizzlies, è la quinta scelta del primo giro al draft svoltosi il 26 giugno 2008, subito dopo il suo compagno a UCLA Russell Westbrook, andato invece agli Oklahoma City Thunder. Subito dopo il Draft, rientra in un maxi-scambio con i Minnesota Timberwolves che vede andare oltre a Love alla formazione dei laghi Mike Miller, Brian Cardinal, e Jason Collins, mentre alla formazione del Tennessee O.J. Mayo, fresca terza scelta al draft, Antoine Walker, Marko Jarić, e Greg Buckner.
Svolge una buona Summer League in cui è il miglior rimbalzista in assoluto. Nel suo debutto tra i professionisti è autore di 12 punti e 9 rimbalzi nella vittoria del TImberwolves contro i Sacramento Kings 98-96. Dopo aver perso 15 delle prime 19 partite, coach Randy Wittman viene esonerato, e la squadra passa in mano al Direttore Generale Kevin McHale. Questi da general manager aveva fortemente voluto che Love venisse coinvolto nella trade con i Grizzlies, ed entrò in stretto rapporto con il giocatore. Sotto McHale le prestazioni della squadra migliorarono così come furono molto buone quelle dell'ala-centro, che tenne una doppia-doppia di media. Con grande sorpresa di allenatori e compagni di squadra, non venne convocato per l'NBA Rookie Challenge. In seguito poi all'infortunio grave del pari ruolo Al Jefferson, che tenne questo fuori per il resto della stagione da febbraio, Kevin Love incrementò il proprio minutaggio, e venne eletto Rookie del Mese di marzo 2009.

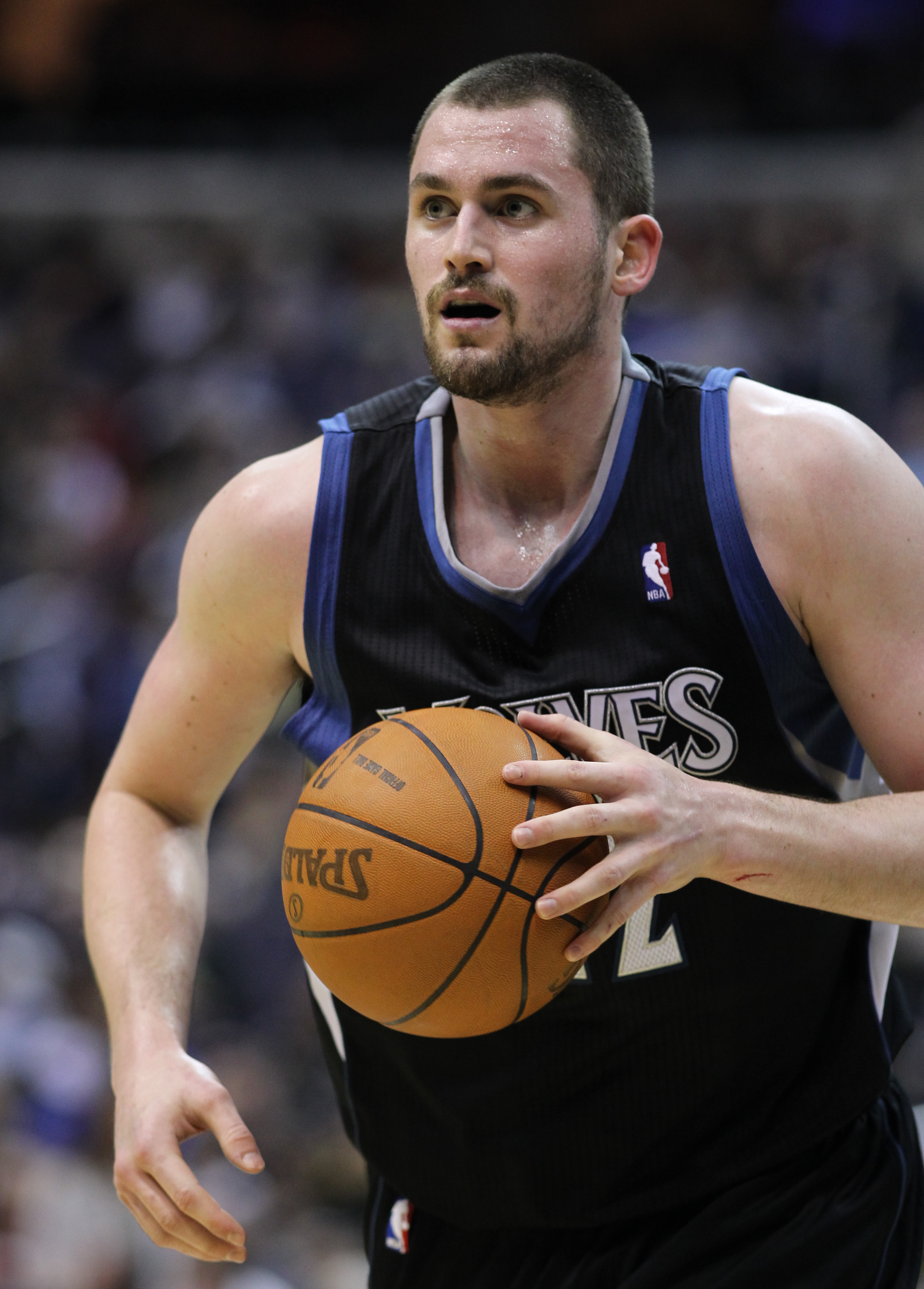
Kevin Love con i Minnesota Timberwolves in palleggio

Termina la stagione nono nella classifica dei rimbalzisti, primo tra i rookie. Con 29 doppie-doppie, detiene un record in questa categoria per un Rookie a Minnesota, e il primato in stagione di questa specialità sempre tra gli esordienti. Finisce sesto nella classifica per l'NBA Rookie of the Year ed è membro del Secondo Quintetto dei Rookie.

A seguito di un infortunio al quarto metacarpo della mano sinistra il 16 ottobre in una gara di pre-season, scontrandosi fortuitamente contro il gomito del compagno di squadra Oleksij Pečerov. Rientra in dicembre, ed ha un impatto decisivo sulla sua squadra, che veniva da un record di 2 vittorie e 16 sconfitte. Da sophomore partecipa al Rookie Challenge, segnando 12 punti e collezionando 6 rimbalzi. Gioca quest'anno solo 60 partite, ma migliora praticamente tutte le sue statistiche: passa ad avere 11 rimbalzi, 14 punti, 2,3 assist e l'81,5% dalla linea del tiro libero.

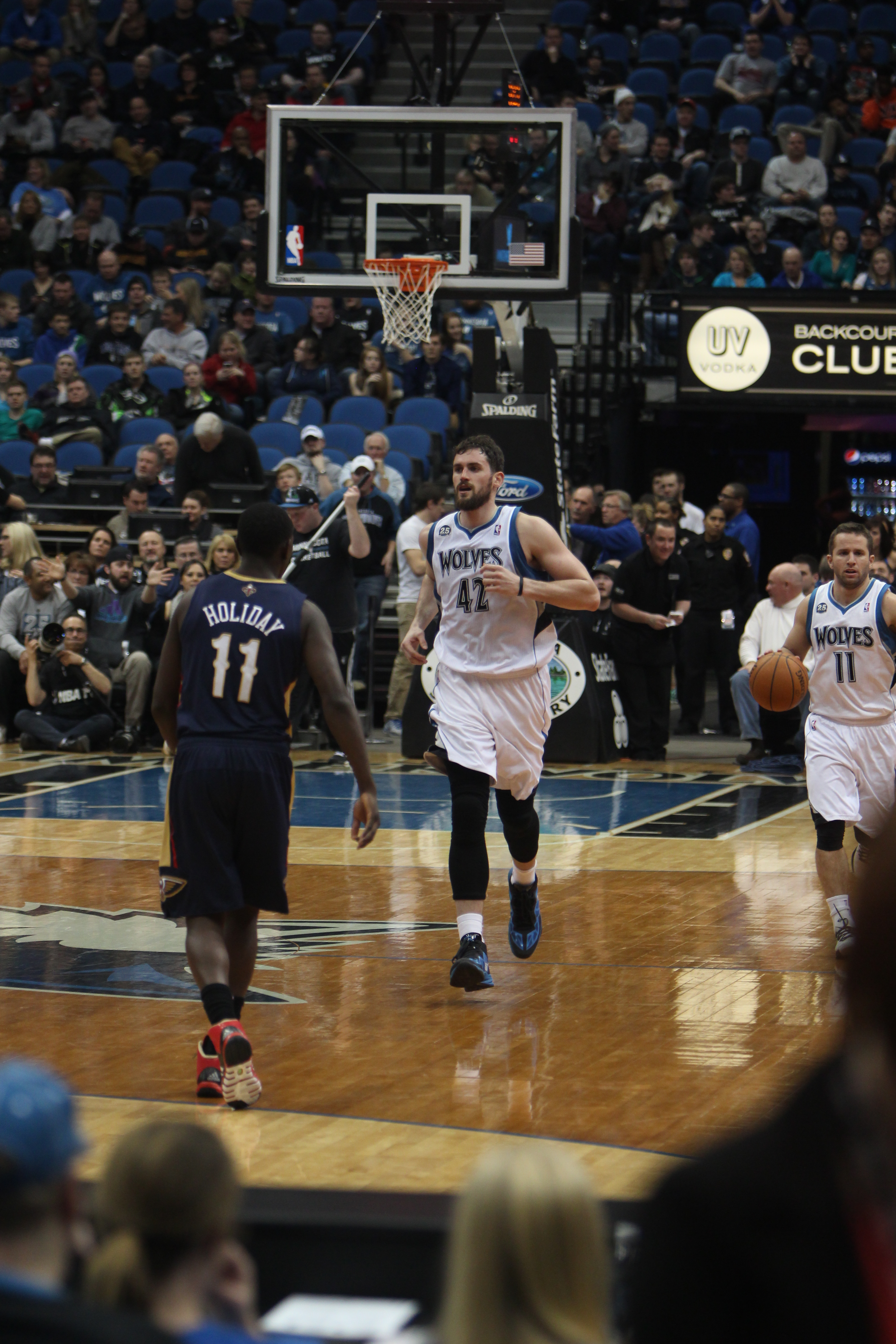
Love durante un'azione offensiva con la maglia dei Minnesota Timberwolves.

Il 13 novembre 2010, nella partita contro i New York Knicks, mette a referto 31 punti e 31 rimbalzi (più 5 assist). Erano ben 28 anni che nessun giocatore realizzava una doppia doppia da 30+30: l'ultimo a riuscirci fu Moses Malone nel 1982. Il 4 febbraio 2011 viene scelto personalmente dal Commissioner NBA David Stern quale sostituto di Yao Ming, gravemente infortunato, in vista dell'All Star Game 2011.
L'8 marzo 2011 eguaglia il primato NBA dell'era moderna (dopo la fusione tra NBA e American Basketball Association del 1976): con 23 punti e 17 rimbalzi messi a segno nella trasferta contro i Dallas Mavericks raggiunge la 51ª doppia-doppia consecutiva superando il precedente record detenuto sempre da Moses Malone e che resisteva dalla stagione 1978-79 (il primato assoluto è di Wilt Chamberlain, arrivato a 247). La striscia termina con 53 doppie-doppie consecutive.
La stagione successiva parte in ritardo a causa del lock-out, quindi le partite di regular season invece di essere le classiche 82 ne saranno 66. Kevin ne gioca 55 mettendo di media a referto 26 punti, 2 assist e 13,3 rimbalzi. 
Il 25 febbraio 2012 prende parte al Three-Point Contest vincendolo. Alla gara prendevano parte anche Kevin Durant e James Jones, battuti in finale, e Mario Chalmers, Ryan Anderson e Anthony Morrow, battuti al primo turno. Il giorno successivo prende parte anche all'All-Star Game giocando 18 minuti e mettendo a referto 17 punti e 7 rimbalzi.
Nonostante le sue ottime prestazioni non riesce a portare la squadra alla post-season.
L'anno dopo a causa di diversi infortuni riesce a giocare soltanto 18 gare con una media di 18,3 punti e 14 rimbalzi.
La stagione successiva inizia con ottime premesse per la franchigia del Minnesota che si è ottimamente rinforzata con buoni acquisti. Il 16 febbraio 2014 prende parte all'All-Star Game di New Orleans partendo in quintetto base. A fine partita farà registrare 13 punti e 9 rimbalzi in 32 minuti giocati. Love gioca un'ottima regular season riuscendo ad andare a referto di media con 26,1 punti, 12,5 rimbalzi e 4,4 assist in 36,3 minuti a partita.

#### Cleveland Cavaliers

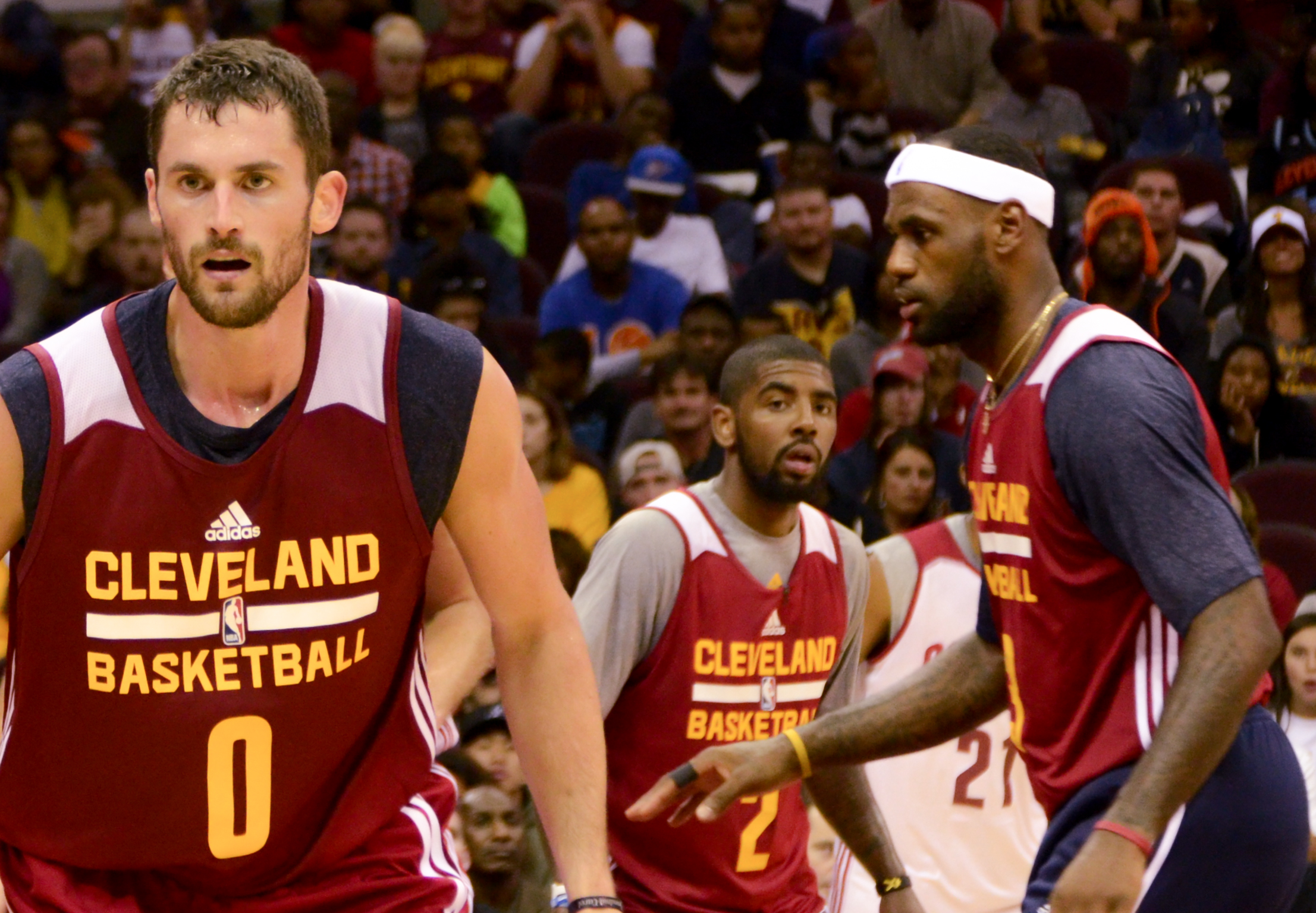
Con LeBron James e Kyrie Irving.

Il 23 agosto 2014 viene ufficializzata una trade che coinvolge oltre ai Minnesota Timberwolves anche i Cleveland Cavaliers e i Philadelphia 76ers. I Cavaliers ingaggiano Kevin Love dai Timberwolves, che a loro volta firmano la prima scelta del draft 2014 Andrew Wiggins ed Anthony Bennett (prima scelta del draft 2013), provenienti dai Cavs, e Thaddeus Young dai Philadelphia 76ers. Questi ultimi hanno ufficializzato l'arrivo di Luc Mbah a Moute, Aleksej Šved e una scelta al primo round del draft 2015. Sceglie la maglia numero 0. L'8 febbraio 2015 realizza un season-high di 32 punti contro i Los Angeles Lakers; il successivo 24 febbraio realizza contro i Detroit Pistons 24 punti con 8 triple, pareggiando il suo massimo in carriera. Nonostante una stagione complicata a causa dei problemi di convivenza con le altre due stelle della squadra, LeBron James e Kyrie Irving, si qualifica per la prima volta in carriera ai playoff. Durante l'ultima partita del primo turno contro i Boston Celtics, subisce una lussazione alla spalla che lo costringe a chiudere anticipatamente la stagione.
Il 24 giugno 2015 decide di non esercitare la clausola di rinnovo del suo contratto, rimanendo così free agent. Il successivo 1º luglio rinnova con i Cavs, firmando un contratto quinquennale a 110 milioni di dollari.
Autore di una regular season per lunghi tratti sottotono, e con Cleveland che sembrava intenzionata a cederlo, Love migliora nettamente nei playoff, realizzando due serie di grande spessore offensivo contro Detroit e Atlanta, e migliorando anche a livello difensivo. Dopo aver battuto anche i Toronto Raptors, i Cavs giungono in Finale contro i Golden State Warriors. Sotto 2-0 e poi 3-1, con le spalle al muro i Cavs tirano fuori tre grandi prestazioni e vanno a vincere la serie per 4-3 (prima squadra di sempre a ribaltare uno svantaggio di 3-1 alle NBA finals).

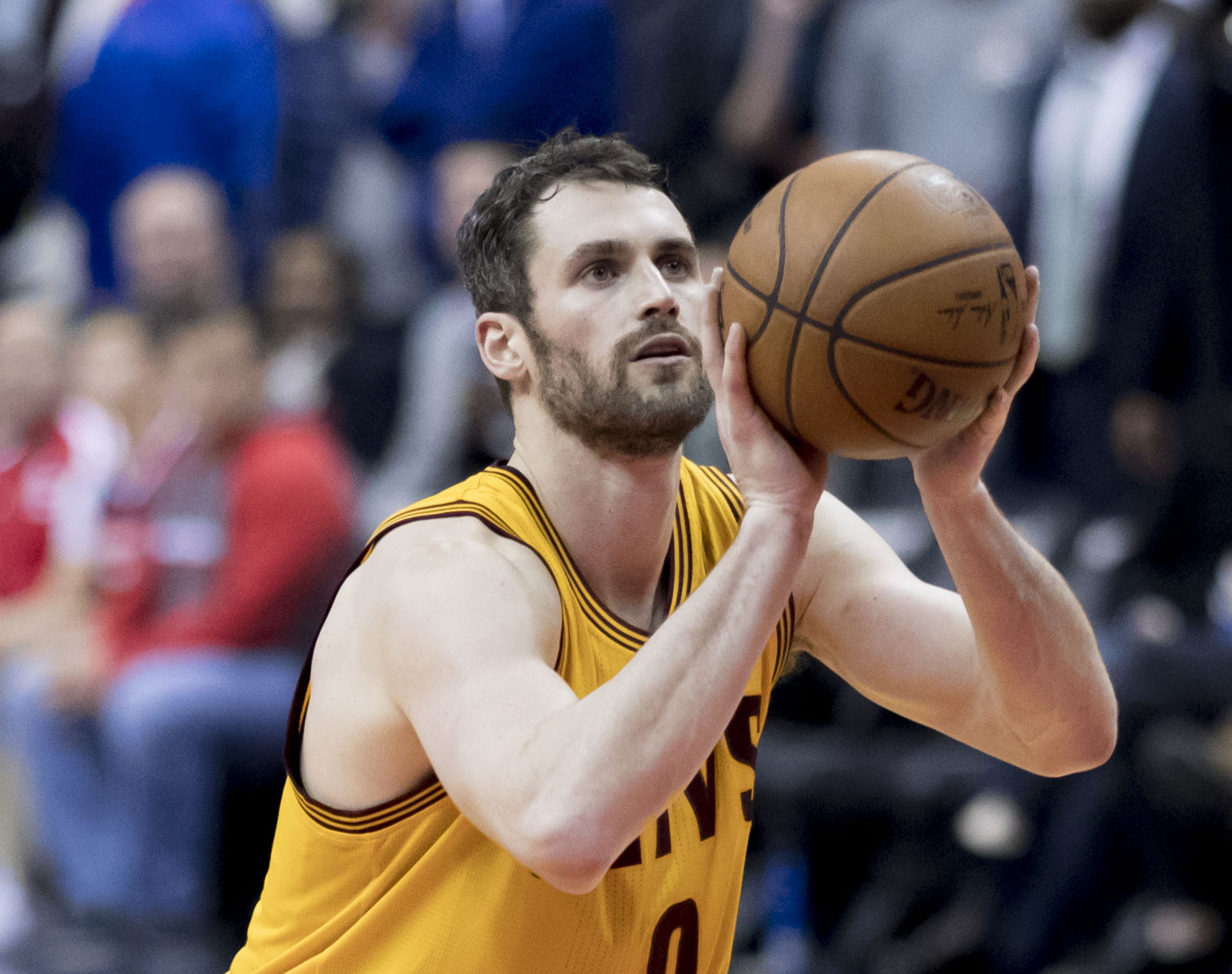
Love nel 2017

L'anno successivo, il 2016-17, il californiano disputa un'ottima stagione, venendo selezionato per l'All Star Game di New Orleans. Non parteciperà però per un infortunio che lo terrà fuori per due mesi. I Cavs giungono nuovamente alle Finals, dove perdono contro i Golden State Warriors in cinque gare. Durante la free agency la squadra dell'Ohio cerca di scambiarlo per ottenere Paul George e Jimmy Butler, ma senza successo.
Il 17 febbraio 2023 raggiunge con la dirigenza dei Cavs l'accordo per il buyout mettendo fine dopo 9 stagioni alla sua avventura nella franchigia dell'Ohio.

#### Miami Heat
Il 20 febbraio 2023 si accasa ai Miami Heat.

### Nazionale

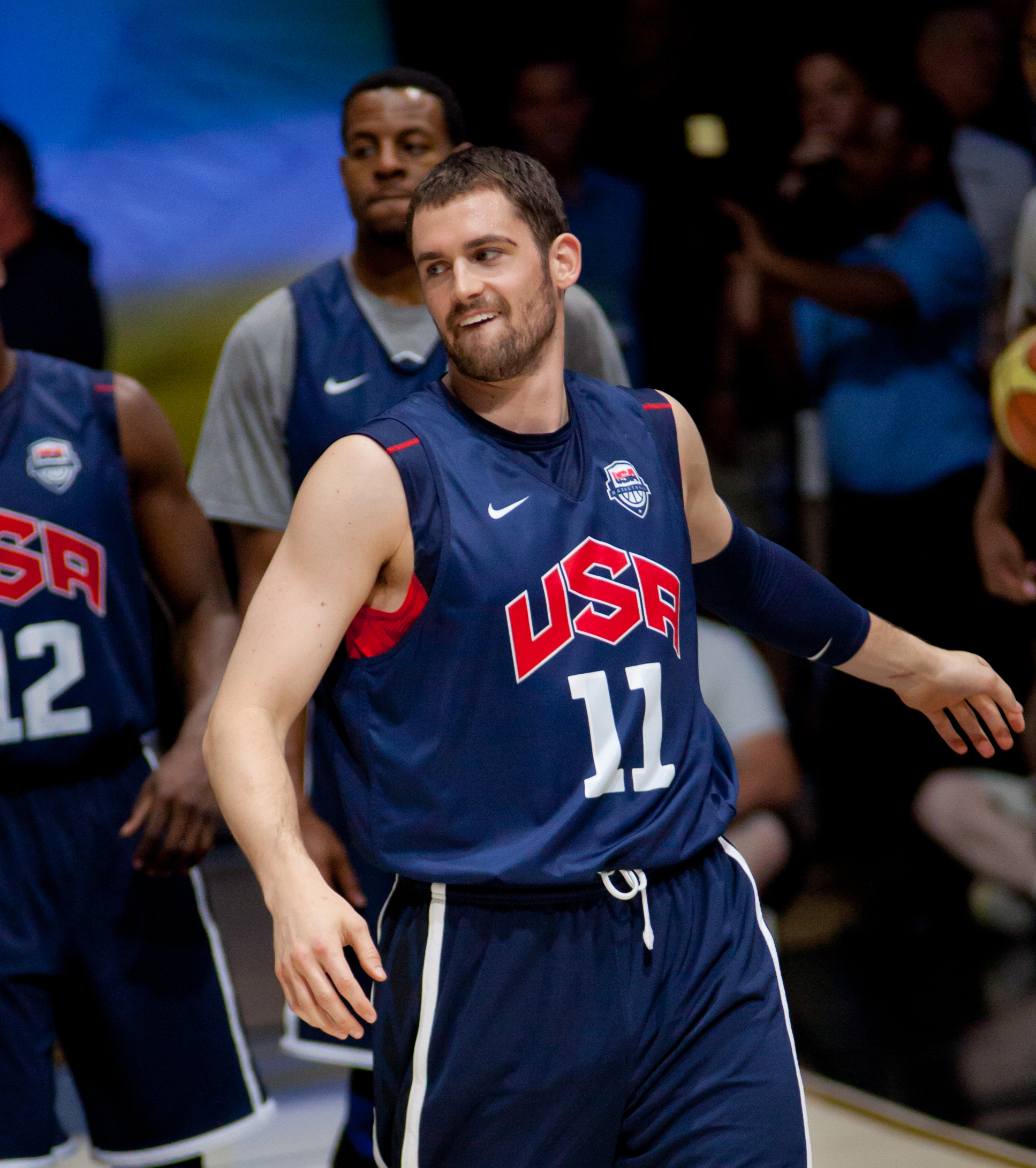
Love a Londra 2012 con Team USA

Durante l'estate del 2009 è convocato per un mini-camp del Team USA a Las Vegas. L'anno successivo è convocato da coach Mike Krzyzewski per i Mondiali di Basket 2010 in Turchia. Gioca solo 4 partite, realizzando 5,7 punti, 4,9 rimbalzi e 0,8 assist di media, ma il suo minutaggio, buono nelle prime partite, cala in quelle ultime e decisive. In finale contro i padroni di casa della Turchia, gioca solo un minuto e cattura un rimbalzo in attacco. Con i suoi compagni di squadra si laurea campione del mondo. Viene convocato per le Olimpiadi di Londra nel 2012, dove viene impiegato in tutte le partite del torneo olimpico. Vince la medaglia d'oro con una media realizzativa di 11,6 punti a partita.
Viene inserito nei proconvocati per i Mondiali del 2019 in Cina, salvo poi rinunciare alla chiamata il 24 luglio 2019.

## Statistiche
| † | Denota la stagione in cui Love ha vinto il titolo |
| * | Primo nella lega                                  |

### NCAA
| Anno      | Squadra     | PG | PT | MP   | TC%  | 3P%  | TL%  | RP   | AP  | PRP | SP  | PP   |
| --------- | ----------- | -- | -- | ---- | ---- | ---- | ---- | ---- | --- | --- | --- | ---- |
| 2007-2008 | UCLA Bruins | 39 | 38 | 29,6 | 55,9 | 35,4 | 76,7 | 10,6 | 1,9 | 0,7 | 1,4 | 17,5 |
| Carriera  | Carriera    | 39 | 38 | 29,6 | 55,9 | 35,4 | 76,7 | 10,6 | 1,9 | 0,7 | 1,4 | 17,5 |

#### Massimi in carriera
- Massimo di punti: 29 vs Western Kentucky (27 marzo 2008)[18]
- Massimo di rimbalzi: 21 vs Oregon State (26 gennaio 2008)
- Massimo di assist: 5 Stanford (6 marzo 2008)
- Massimo di palle rubate: 5 (2 volte)
- Massimo di stoppate: 7 vs Texas A&M (22 marzo 2008)
- Massimo di minuti giocati: 39 vs Stanford (6 marzo 2008)

### NBA

#### Regular Season
| Anno       | Squadra             | PG  | PT  | MP   | TC%  | 3P%  | TL%  | RP    | AP  | PRP | SP  | PP   |
| ---------- | ------------------- | --- | --- | ---- | ---- | ---- | ---- | ----- | --- | --- | --- | ---- |
| 2008-2009  | Minnesota T'wolves  | 81  | 37  | 25,3 | 45,9 | 10,5 | 78,9 | 9,1   | 1,0 | 0,4 | 0,6 | 11,1 |
| 2009-2010  | Minnesota T'wolves  | 60  | 22  | 28,6 | 45,0 | 33,0 | 81,5 | 11,0  | 2,3 | 0,7 | 0,4 | 14,0 |
| 2010-2011  | Minnesota T'wolves  | 73  | 73  | 35,8 | 47,0 | 41,7 | 85,0 | 15,2* | 2,5 | 0,6 | 0,4 | 20,2 |
| 2011-2012  | Minnesota T'wolves  | 55  | 55  | 39,0 | 44,8 | 37,2 | 82,4 | 13,3  | 2,0 | 0,9 | 0,5 | 26,0 |
| 2012-2013  | Minnesota T'wolves  | 18  | 18  | 34,3 | 35,2 | 21,7 | 70,4 | 14,0  | 2,3 | 0,7 | 0,5 | 18,3 |
| 2013-2014  | Minnesota T'wolves  | 77  | 77  | 36,3 | 45,7 | 37,6 | 82,1 | 12,5  | 4,4 | 0,8 | 0,5 | 26,1 |
| 2014-2015  | Cleveland Cavaliers | 75  | 75  | 33,8 | 43,4 | 36,7 | 80,4 | 9,7   | 2,2 | 0,7 | 0,5 | 16,4 |
| 2015-2016† | Cleveland Cavaliers | 77  | 77  | 31,5 | 41,9 | 36,0 | 82,2 | 9,9   | 2,4 | 0,8 | 0,5 | 16,0 |
| 2016-2017  | Cleveland Cavaliers | 60  | 60  | 31,4 | 42,7 | 37,3 | 87,1 | 11,1  | 1,9 | 0,9 | 0,4 | 19,0 |
| 2017-2018  | Cleveland Cavaliers | 59  | 59  | 28,0 | 45,8 | 41,5 | 88,0 | 9,3   | 1,7 | 0,7 | 0,4 | 17,6 |
| 2018-2019  | Cleveland Cavaliers | 22  | 21  | 27,2 | 38,5 | 36,1 | 90,4 | 10,9  | 2,2 | 0,3 | 0,2 | 17,0 |
| 2019-2020  | Cleveland Cavaliers | 56  | 56  | 31,8 | 45,0 | 37,4 | 85,4 | 9,8   | 3,2 | 0,6 | 0,3 | 17,6 |
| 2020-2021  | Cleveland Cavaliers | 25  | 25  | 24,9 | 40,9 | 36,5 | 82,4 | 7,4   | 2,5 | 0,6 | 0,1 | 12,2 |
| 2021-2022  | Cleveland Cavaliers | 74  | 4   | 22,5 | 43,0 | 39,2 | 83,8 | 7,2   | 2,2 | 0,4 | 0,2 | 13,6 |
| 2022-2023  | Cleveland Cavaliers | 41  | 3   | 20,0 | 38,9 | 35,4 | 88,9 | 6,8   | 1,9 | 0,2 | 0,2 | 8,5  |
| 2022-2023  | Miami Heat          | 21  | 17  | 20,0 | 38,8 | 29,7 | 85,7 | 5,7   | 1,9 | 0,4 | 0,2 | 7,7  |
| 2023-2024  | Miami Heat          | 55  | 5   | 16,8 | 44,0 | 34,4 | 78,7 | 6,1   | 2,1 | 0,3 | 0,2 | 8,8  |
| 2024-2025  | Miami Heat          | 23  | 9   | 10,9 | 35,7 | 35,8 | 69,6 | 4,1   | 1,0 | 0,7 | 0,2 | 5,3  |
| Carriera   | Carriera            | 952 | 693 | 28,9 | 43,8 | 36,9 | 82,8 | 10,0  | 2,3 | 0,6 | 0,4 | 16,2 |
| All-Star   | All-Star            | 3   | 1   | 21,0 | 50,0 | 36,4 | 28,6 | 6,7   | 1,3 | 1,3 | 0,0 | 10,7 |

#### Play-off
| Anno     | Squadra             | PG | PT | MP   | TC%  | 3P%  | TL%  | RP   | AP  | PRP | SP  | PP   |
| -------- | ------------------- | -- | -- | ---- | ---- | ---- | ---- | ---- | --- | --- | --- | ---- |
| 2015     | Cleveland Cavaliers | 4  | 4  | 26,8 | 41,5 | 42,9 | 73,7 | 7,0  | 2,5 | 0,3 | 0,5 | 14,3 |
| 2016†    | Cleveland Cavaliers | 20 | 19 | 30,6 | 38,5 | 41,4 | 84,0 | 8,8  | 2,1 | 0,5 | 0,4 | 14,7 |
| 2017     | Cleveland Cavaliers | 18 | 18 | 32,1 | 43,6 | 45,0 | 84,0 | 10,6 | 1,7 | 1,2 | 0,9 | 16,8 |
| 2018     | Cleveland Cavaliers | 21 | 21 | 31,4 | 39,2 | 34,0 | 92,2 | 10,2 | 1,6 | 0,7 | 0,4 | 14,9 |
| 2023     | Miami Heat          | 20 | 18 | 18,0 | 37,8 | 37,5 | 87,5 | 5,6  | 1,2 | 0,5 | 0,4 | 6,9  |
| 2024     | Miami Heat          | 5  | 0  | 6,4  | 44,4 | 25,0 | -    | 2,8  | 0,8 | 0,0 | 0,0 | 1,8  |
| Carriera | Carriera            | 88 | 80 | 26,7 | 40,0 | 39,7 | 85,5 | 8,3  | 1,6 | 0,6 | 0,5 | 12,6 |

#### Massimi in carriera
- Massimo di punti: 51 vs Oklahoma City Thunder (23 marzo 2012)[19]
- Massimo di rimbalzi: 31 vs New York Knicks (12 novembre 2010)
- Massimo di assist: 10 (4 volte)
- Massimo di palle rubate: 6 vs Golden State Warriors (7 giugno 2017)
- Massimo di stoppate: 4 (2 volte)
- Massimo di minuti giocati: 49 vs Oklahoma City Thunder (23 marzo 2012)

## Palmarès

### NCAA
- McDonald's All-American Game: 2007
- NCAA AP All-America First Team: 2008

### NBA
- Campionato NBA: 1

Cleveland Cavaliers: 2016
- Miglior rimbalzista: 2011
- Most Improved Player: 2011
- Three-point Shootout: 2012
- Convocazioni all'All-Star Game: 4

2011, 2012, 2014, 2018
- Squadre All-NBA:

Second Team: 2012, 2014
- All-Rookie Team:

Second Team: 2009
- 1 volta maggior numero di rimbalzi totali in stagione NBA
- 1 volta maggior numero di rimbalzi offensivi in stagione NBA
- Cinquantesimo miglior rimbalzista di sempre NBA